# Кварцяний Віталій Володимирович
Віталій Володимирович Кварця́ний (нар. 19 липня 1953, Луцьк) — український футбольний тренер, заслужений тренер України. Колишній головний тренер та президент луцької «Волині», президент Федерації футболу Волині. 

## Біографія
Народився у Луцьку 19 липня 1953 року, де також закінчив середню школу № 15. Пізніше навчався у Київському спортінтернаті, закінчив факультет фізкультури Луцького педагогічного інституту. Служив у радянській армії, в цей період грав за армійський СКА Чита. Навчався у Вищій київській школі тренерів.
Грав за луцькі команди «Волинь», «Торпедо», «Прилад» (з ним виграв кубок «Юності»). У 1973 році був викликаний до молодіжної збірної України. Пізніше працював граючим тренером у команді приладобудівного заводу.
1983 року «Прилад» переміг у всеукраїнському Кубку товариства «Авангард» серед колективів фізкультури. Це дозволило волинянам зустрітись з чемпіоном Болгарії серед робітничих колективів — «Зіркою» (Софія). За підсумком двоматчу «Прилад» переміг за різницею забитих і пропущених м'ячів — (0:1 у Болгарії і 3:0 вдома). Одним з ключових тогочасних нападників волинян був Володимир Кабанов — майбутній дитячий тренер, батько гравця збірної України Тараса Кабанова.
Працював головним тренером у луцькому «Торпедо» (1984–1987), «Волині» (1989–1990, 1994–1997, з 2001), «КШО» (Польща) (1990—1994), «Поділлі» (1997—1998, 2000—2001), тренером-селекціонером у запорізькому «Металурзі» (1998—2000).
За результатами місцевих виборів у листопаді 2010 року Віталій Кварцяний був обраний депутатом Луцької міськради від «Фронту змін».
11 липня 2013 на зборах учасників ТзОВ "Футбольний клуб «Волинь» було прийнято рішення призначити Віталія Кварцяного президентом футбольного клубу «Волинь». Займає дві посади — президента і головного тренера клубу.
13 липня 2017 року Віталій Кварцяний подав у відставку з поста головного тренера «Волині», одночасно залишивши за собою посаду президента клубу.
30 листопада 2017 року Віталій Кварцяний залишив посаду президента ФК «Волинь». В клубі заявили, що він обійматиме тільки формальну посаду почесного президента клубу.
7 грудня 2017 року Віталія Кварцяного переобрали на посаду голови Федерації футболу Волині.

## Тренерські досягнення
- Переможець першості СРСР у другій лізі (1989).
- Переможець першості України у першій лізі (2001/02)

## Нагороди
- Орден «За заслуги» ІІІ ступеня (2011).

## Особиста інформація
Має онуку Кварцяну Анастасію Дмитрівну 1999 р.н.та сина футболіста[джерело?]